# Joachim Priegnitz
Joachim Priegnitz (* 16. September 1941 in Wolfenbüttel) ist ein deutscher Brigadegeneral außer Dienst des Heeres der Bundeswehr.

## Leben
Pohl absolvierte 1961 das Abitur und trat im April jenes Jahres in die Instandsetzungstruppe der Bundeswehr ein. Im April 1963 erfolgte die Ernennung zum Leutnant und anschließend die Ausbildung zum Diplom-Ingenieur an der Akademie des Heeres für Maschinenwesen in Darmstadt. Ab 1967 war er Instandsetzungsoffizier und Kompaniechef einer Brigadeinstandsetzungskompanie.
Vom April 1972 bis Herbst 1974 nahm er am 15. Generalstabslehrgang Heer an der Führungsakademie der Bundeswehr in Hamburg teil, wo er zum Offizier im Generalstabsdienst ausgebildet wurde. Anschließend war er bis 1976 Dezernent für Rüstung und Technik der Landstreitkräfte des Warschauer Paktes, bis 1978 Referent für internationale Rüstungsbeziehungen im Bundesministerium der Verteidigung (BMVg) und bis 1981 Generalstabsoffizier für Logistik (G4) der 7. Panzerdivision in Unna. Von 1981 bis 1983 war er Bataillonskommandeur des Instandsetzungsbataillons 7 und von 1983 bis 1986 Generalstabsoffizier für Personal (G1) der 6. Panzergrenadierdivision in Neumünster. 1986 folgte eine weitere Ministerialverwendung im Führungsstab der Streitkräfte III 4 (Rüstung) im BMVg und von 1988 bis 1992 als Referent und Arbeitsbereichsleiter Rüstung/Büroleiter und persönlicher Referent von Staatssekretär Ludwig-Holger Pfahls. Von 1992 bis September 1996 war er Referatsleiter in der Hauptabteilung Rüstung im BMVg.
Ab Oktober 1996 war Priegnitz Abteilungsleiter II und General der Heeresrüstung im Heeresunterstützungskommando in der Rhein-Kaserne in Koblenz. Mit Ablauf des September 2001 wurde er in den Ruhestand versetzt.
Priegnitz ist evangelisch, verheiratet und hat drei Kinder.